# Râul Sașa, Zlast
Râul Sașa este un curs de apă, afluent al râului Zlast. 